# Dream 12
Dream 12: Cage of the Rising Sun foi um evento de MMA da série DREAM promovido pela Fighting and Entertainment Group(FEG) no dia 25 de outubro de 2009. Este foi o primeiro evento DREAM a utilizar uma gaiola hexagonal no lugar do ringue tradicional. As lutas se consistiram em 3 rounds de 5 minutos, igual ao sistema norte-americano.

## Confrontos
- Confronto de Pesos Pena:  Keisuke Fujiwara vs.  Tomoya Miyashita

Miyashita vence por decisão unânime.
- Confronto de Pesos Leves:  Kuniyoshi Hironaka vs.  Won Sik Park

Hironaka vence por TKO (Paralisação do Corner) aos 5:00 do 1ºround.
- Confronto de Pesos Pena:  Chase Beebe vs.  Yoshiro Maeda

Maeda vence por submission (Mata-leão) aos 3:26 do 1ºround.
- Confronto de Pesos Médio:  Tarec Saffiedine vs.  Dong Sik Yoon

Yoon vence por decisão dividida.
- Confronto de Pesos Médio:  Kazushi Sakuraba vs.  Zelg Galesic

Sakuraba vence por submission (Chave de perna) a 1:40 do 1ºround.
- Confronto de Meio Médios:  Marius Zaromskis vs.  Myeon Ho Bae

Zaromskis vence por KO (Chute na cabeça) aos 0:19 do 1ºround.
- Confronto de Pesos Leves:  Eddie Alvarez vs.  Katsunori Kikuno

Alvarez vence por submission (triângulo de mão) aos 3:42 do 2ºround.
- Confronto de Pesos Pesados:  Alistair Overeem vs.  James Thompson

Overeem vence por submission (guilhotina) aos 0:33 do 1ºround.
- Confronto de Pesos Médio:  Tokimitsu Ishizawa vs.  Katsuyori Shibata

Shibata vence por TKO (socos) aos 4:52 do 1ºround.